# Jezioro Orle (Pradolina Redy-Łeby)
Jezioro Orle – jezioro wytopiskowe na Kaszubach, w gminie Wejherowo, w powiecie wejherowskim (województwo pomorskie), na obszarze Pradoliny Redy-Łeby i zachodnim skraju Puszczy Darżlubskiej. Przez jezioro przepływa Reda. W pobliżu leży miejscowość Orle.

## Dane morfometryczne
- Powierzchnia całkowita 64,7 ha
- Maksymalna głębokość 2,8 m
- Akwen jeziora dzieli się na dwa zbiorniki wodne:
  - Stare Orle – powierzchnia 39,9 ha[1] (naturalny – jezioro wytopiskowe),
  - Nowe Orle – powierzchnia 24,8 ha[1] (sztuczny – powstały w wyniku eksploatacji złóż kredy jeziornej i torfu).

## Znaczenie gospodarcze
Eksploatacja złóż kredy i torfu sięga roku 1872, od tego też roku notuje się sukcesywny wzrost areału powierzchni jeziora. Zasoby kredy jeziornej w podłożu jeziora należą do największych w Polsce (średnia dostępność pokładów dochodzi do 7 metrów).
Wokół jeziora znajduje się kilka sztucznych stawów rybnych.

## Ochrona przyrody
Jezioro Orle leży na terenie Obszaru Chronionego Krajobrazu Pradoliny Redy-Łeby.
Na terenach położonych na północny wschód od jeziora planuje się utworzenie rezerwatu przyrody „Łąki nad Jeziorem Orle”, który ma objąć bardzo dobrze zachowane płaty łąk nawapiennych, a także niewiele zmienione szuwary turzycowe. Teren projektowanego rezerwatu jest już chroniony jako specjalny obszar ochrony siedlisk sieci Natura 2000 „Orle” PLH220019, a jego fragment jako użytek ekologiczny „Pryśniewska Łąka”.